# Andrew Scott
Andrew Scott (Dublín; 21 d'octubre del 1976) és un actor irlandès de teatre, cinema i televisió. Va rebre l'any 2005 el Premis Laurence Olivier als seus èxits en un teatre afiliat per la producció de l'obra A Girl in a Car with a Man al Jerwood Theatre Upstairs i un Premi IFTA per la pel·lícula Dead Bodies. Dins de els seus rols notables destaquen Paul McCartney al drama de la BBC Lennon Naked i el professor Moriarty, arximalvat de la sèrie per a televisió Sherlock, pel qual va guanyar el premi BAFTA TV al millor actor de repartiment de l'any 2012.

## Carrera

### Pel·lícules
| Any  | Títol                           | Paper                     | Notes             |
| ---- | ------------------------------- | ------------------------- | ----------------- |
| 1995 | Korea                           | Eamonn Doyle              |                   |
| 1997 | Drinking Crude                  | Paul                      |                   |
| 1998 | Salvem el soldat Ryan           | Soldat a la platja        |                   |
| 1998 | The Tale of Sweety Barrett      | Danny                     |                   |
| 2000 | Nora                            | Michael Bodkin            |                   |
| 2001 | I Was the Cigarette Girl        | Tim                       | Curtmetratge      |
| 2003 | Dead Bodies                     | Tommy McGann              |                   |
| 2009 | The Duel                        | Ivan Andreich Laevsky     |                   |
| 2010 | Chasing Cotards                 | Hart Elliot-Hinwood       | Curtmetratge      |
| 2010 | Silent Things                   | Jake                      | Curtmetratge      |
| 2012 | Sea Wall                        | Alex                      | Curtmetratge      |
| 2013 | Legacy                          | Viktor Koslov             |                   |
| 2013 | The Stag                        | Davin                     |                   |
| 2014 | Locke                           | Donal                     |                   |
| 2014 | Orgull                          | Gethin Roberts            |                   |
| 2014 | El centre d'en Jimmy            | mossèn Seamus             |                   |
| 2015 | Spectre                         | C (Max Denbigh)           |                   |
| 2015 | Victor Frankenstein             | Inspector Roderick Turpin |                   |
| 2016 | Alice Through the Looking Glass | Addison Bennett           |                   |
| 2016 | Swallows and Amazons            | Lazlow                    |                   |
| 2016 | Negació                         | Anthony Julius            |                   |
| 2016 | This Beautiful Fantastic        | Vernon Kelly              |                   |
| 2016 | Handsome Devil                  | Dan Sherry                |                   |
| 2017 | The Hope Rooms                  | Sean                      | Curtmetratge      |
| 2017 | The Delinquent Season           | Chris                     |                   |
| 2018 | A Dark Place                    | Donald Devlin             | AKA Steel Country |
| 2019 | Cognition                       | Elias                     | Curtmetratge      |
| 2019 | 1917                            | Lieutenant Leslie         |                   |
| 2022 | Catherine Called Birdy          | Lord Rollo                |                   |

### Televisió
| Any          | Títol                                   | Paper                         | Notes                              |
| ------------ | --------------------------------------- | ----------------------------- | ---------------------------------- |
| 1995         | Budgie                                  | Peter                         | Pel·lícula per a TV                |
| 1998         | Miracle at Midnight                     | Michael Grunbaum              | Pel·lícula per a TV                |
| 1998         | TThe American                           | Valentin de Bellegarde        | Pel·lícula per a TV                |
| 2000         | Longitude                               | John Campbell                 | 4 capítols                         |
| 2001         | Band of Brothers                        | Pvt. John "Cowboy" Hall       | capítol: "Day of Days"             |
| 2003         | Killing Hitler                          | Franctirador                  | Pel·lícula documental              |
| 2004         | My Life in Film                         | Jones                         | 6 capítols                         |
| 2005         | The Quatermass Experiment               | Vernon                        | Pel·lícula per a TV                |
| 2007         | Nuclear Secrets                         | Andrei Sakarov                | capítol: "Superbomb"               |
| 2008         | John Adams                              | Col. William Smith            | 4 capítols                         |
| 2008         | Little White Lie                        | Barry                         | Pel·lícula per a TV                |
| 2010         | Foyle's War                             | James Devereaux               | capítol: "The Hide"                |
| 2010         | Lennon Naked                            | Paul McCartney                | Pel·lícula per a TV                |
| 2010–2017    | Sherlock                                | James Moriarty                | 8 capítols                         |
| 2010         | Garrow's Law                            | Captain Jones                 | capítol: "Episode #2.2"            |
| 2011         | The Hour                                | Adam Le Ray                   | 2 capítols                         |
| 2012         | Blackout                                | Dalien Bevan                  | 3 capítols                         |
| 2012         | The Scapegoat                           | Paul Spencer                  | Pel·lícula per a TV                |
| 2012         | The Town                                | Mark Nicholas                 | 3 capítols                         |
| 2013         | Dates                                   | Christian                     | capítol: "Jenny and Christian"     |
| 2016         | The Hollow Crown: The Wars of the Roses | King Louis                    | capítol: "Henry VI, Part 2"        |
| 2016         | Earth's Seasonal Secrets                | Narrador                      | 4 capítols                         |
| 2017         | Quacks                                  | Charles Dickens               | capítol: "The Lady's Abscess"      |
| 2017–present | School of Roars                         | Narrador                      | Veu en off                         |
| 2017–2018    | Big Hero 6: The Series                  | Obake (veu)                   | 11 capítols                        |
| 2018         | King Lear                               | Edgar                         | Pel·lícula per a TV                |
| 2019         | Fleabag                                 | El sacerdot                   | 6 capítols                         |
| 2019         | Black Mirror                            | Christopher Michael Gillhaney | capítol: "Smithereens"             |
| 2019         | MModern Love                            | Tobin                         | capítol: "Hers Was a World of One" |
| 2019–present | His Dark Materials                      | Colonel John Parry / Jopari   | 6 capítols                         |
| 2021         | The Pursuit of Love                     | Lord Merlin                   | 3 capítols                         |
| 2021         | Oslo                                    | Terje Rød-Larsen              | Pel·lícula per a TV                |
| A anunciar   | Ripley                                  | Tom Ripley                    | 8 capítols                         |

### Teatre
| Any        | Producció                             | Personatge          | Director           | Companyia                               |
| ---------- | ------------------------------------- | ------------------- | ------------------ | --------------------------------------- |
| 1982       | Brighton Beach Memoirs                | Stan                | Rita Tieghe        | Andrew's Lane, Dublin                   |
| 1996       | Six Characters in Search of an Author | The Son             | John Crowley       | Abbey Theatre                           |
| 1996       | The Marriage of Figaro                | Cherubino           | Brian Brady        | Abbey Theatre                           |
| 1996       | A Woman of No Importance              | Gerald Arbuthnot    | Ben Barnes         | Abbey Theatre                           |
| 1997       | Lonesome West                         | Father Welsh        | Garry Hynes        | Druid Theatre Co.                       |
| 1998       | Long Day's Journey into Night         | Edmund              | Karel Reisz        | The Gate, Dublin                        |
| 2000       | Dublin Carol                          | Mark                | Ian Rickson        | The Old Vic/Royal Court Theatre         |
| 2000       | The Secret Fall of Constance Wilde    | Lord Alfred Douglas | Patrick Mason      | Abbey Theatre/Barbican, RSC             |
| 2001       | The Coming World                      | Ed/Ty               | Mark Brickman      | Soho Theatre                            |
| 2001       | rave                                  | B                   | Vicky Featherstone | Royal Court Theatre                     |
| 2002       | Original Sin                          | Angel               | Peter Gill         | Sheffield Crucible                      |
| 2002       | The Cavalcaders                       | Rory                | Robin Lefevre      | Tricycle Theatre                        |
| 2003       | Playing the Victim                    | Valya               | Richard Wilson     | Told by an Idiot                        |
| 2004       | A Girl in a Car with a Man            | Alex                | Joe Hill-Gibbins   | Royal Court Theatre                     |
| 2005       | Aristocrats                           | Casimir             | Tom Cairns         | National Theatre Company                |
| 2006       | Dying City                            | Craig/Peter         | James McDonald     | Royal Court Theatre                     |
| 2006–07    | The Vertical Hour                     | Philip Lucas        | Sam Mendes         | The Music Box, NY                       |
| 2008, 2018 | Sea Wall                              | Alex                | George Perrin      | The Bush Theatre i The Old Vic          |
| 2009       | Roaring Trade                         | Donny               | Roxana Silbert     | Soho Theatre                            |
| 2009       | Cock                                  | M                   | James McDonald     | Royal Court Theatre                     |
| 2010       | Design for Living                     | Leo                 | Anthony Page       | The Old Vic                             |
| 2011       | Emperor and Galilean                  | Julian              | onathan Kent       | Royal National Theatre                  |
| 2014       | Birdland                              | Paul                | Carrie Cracknell   | Royal Court Theatre                     |
| 2015       | The Dazzle                            | Langley Collyer     | Simon Evans        | Found111                                |
| 2016       | Letters Live                          |                     |                    | Freemasons' Hall                        |
| 2017       | Hamlet                                | Hamlet              | Robert Icke        | Almeida Theatre i Harold Pinter Theatre |
| 2019       | Present Laughter                      | Garry Essendine     | Matthew Warchus    | The Old Vic                             |
| 2020       | Three Kings                           | Patrick             | Matthew Warchus    | The Old Vic                             |